# Cinnamylgroep

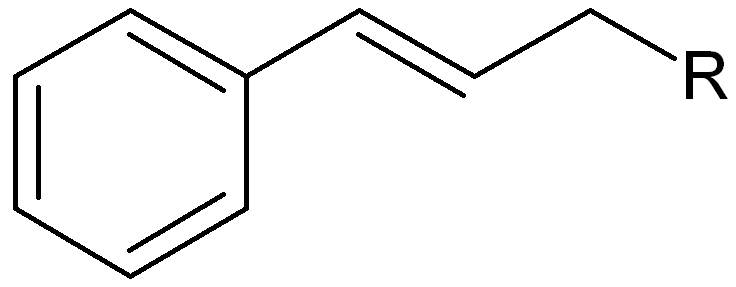
Structuurformule van een cinnamylgroep.

Een cinnamylgroep of propenylfenylgroep is een functionele groep, bestaande uit een benzeenring die via een propenylgroep verbonden is aan de hoofdketen (R-groep) van een organische verbinding. De molecuulformule van een cinnamylgroep is {\displaystyle {\ce {C6H5-CH=CH-CH2 -}}}.